# Neil Sullivan
Neil Sullivan (Londra, 24 febbraio 1970) è un allenatore di calcio ed ex calciatore scozzese, di ruolo portiere.

## Carriera

### Giocatore

#### Club
Ha iniziato la propria carriera da calciatore nelle file del Wimbledon FC. Nella stagione 1989-1990 è stato inserito nella rosa della prima squadra. Il debutto in First Division è avvenuto il 20 aprile 1991, in Aston Villa-Wimbledon FC (1-2). Nella seconda parte della stagione 1991-1992 ha giocato in prestito al Crystal Palace. Rientrato al Wimbledon FC nell'estate 1992, vi ha militato fino alla stagione 1999-2000, totalizzando 179 presenze e 254 reti subite in campionato. Il 27 maggio 2000 si è trasferito al Tottenham. Il debutto ufficiale con gli Spurs è avvenuto il 19 agosto 2000, nell'incontro di campionato Tottenham-Ipswich Town (3-1). Ha militato nelle file degli Spurs per tre stagioni, totalizzando 64 presenze e 95 reti subite in campionato. Il 29 agosto 2003 si è trasferito al Chelsea. Il 31 luglio 2004 si è trasferito a parametro zero al Leeds Utd, club militante nella seconda serie inglese. Ha militato nelle file dei Whites per tre stagioni, totalizzando 95 presenze e 105 reti subite in campionato. Il 23 novembre 2006 si è trasferito in prestito al Doncaster. Il 15 maggio 2007 il Leeds Utd ha annunciato che il contratto di Sullivan, in scadenza, non sarebbe stato rinnovato. Il 19 giugno 2007 è tornato a titolo definitivo al Doncaster. Ha militato nel club biancorosso per cinque stagioni, totalizzando 177 presenze in campionato e 220 reti subite. Il 16 novembre 2012 si è trasferito in prestito all'AFC Wimbledon. Rientrato dal prestito nel marzo 2013, ha militato nelle file del Doncaster fino al termine della stagione, terminando così la propria carriera da calciatore all'età di 43 anni.

#### Nazionale
Ha debuttato in Nazionale il 25 maggio 1997, nell'amichevole Scozia-Galles (0-1). Ha partecipato, con la selezione scozzese, ai Mondiali 1998. È sceso in campo, inoltre, nelle qualificazioni agli Europei 2000 e nelle qualificazioni ai Mondiali 2002. Ha totalizzato, con la selezione scozzese, 28 presenze e 36 reti subite.

### Allenatore
Il 16 luglio 2013 è diventato è entrato nello staff delle giovanili del Leeds Utd, assumendo il ruolo di preparatore dei portieri. La stagione successiva ha svolto il ruolo di preparatore dei portieri per la prima squadra. Il 9 giugno 2015, in seguito alla nomina di Richard Hartis quale nuovo preparatore dei portieri della prima squadra, Sullivan è tornato a svolgere il ruolo di preparatore portieri nello staff delle giovanili. Ha mantenuto tale incarico fino al 2020, anno in cui è diventato preparatore dei portieri delle giovanili dell'Hull City. Il 10 giugno 2024 si è dimesso.

## Statistiche

### Presenze e reti nei club
| Stagione            | Squadra             | Campionato          | Campionato | Campionato | Coppe nazionali | Coppe nazionali | Coppe nazionali | Coppe continentali | Coppe continentali | Coppe continentali | Altre coppe | Altre coppe | Altre coppe | Totale | Totale | Totale |
| Stagione            | Squadra             | Comp                | Pres       | Reti       | Comp            | Pres            | Reti            | Comp               | Pres               | Reti               | Comp        | Pres        | Reti        | Pres   | Reti   |        |
| ------------------- | ------------------- | ------------------- | ---------- | ---------- | --------------- | --------------- | --------------- | ------------------ | ------------------ | ------------------ | ----------- | ----------- | ----------- | ------ | ------ | ------ |
| 1989-1990           | Wimbledon FC        | FD                  | 0          | 0          | FA+FLC          | 0+0             | 0+0             | -                  | -                  | -                  | -           | -           | -           | 0      | 0      |        |
| 1990-1991           | Wimbledon FC        | FD                  | 1          | -1         | FA+FLC          | 0+0             | 0+0             | -                  | -                  | -                  | -           | -           | -           | 1      | -1     |        |
| 1991-mar. 1992      | Wimbledon FC        | FD                  | 1          | -1         | FA+FLC          | 0+0             | 0+0             | -                  | -                  | -                  | -           | -           | -           | 1      | -1     |        |
| Totale Wimbledon FC | Totale Wimbledon FC | Totale Wimbledon FC | 2          | -2         |                 | 0               | 0               |                    | -                  | -                  |             | -           | -           | 2      | -2     |        |
| mar.-giu. 1992      | Crystal Palace      | FD                  | 1          | -1         | FA+FLC          | 0+0             | 0+0             | -                  | -                  | -                  | -           | -           | -           | 1      | -1     |        |
| 1992-1993           | Wimbledon FC        | PL                  | 1          | -2         | FA+FLC          | 0+0             | 0+0             | -                  | -                  | -                  | -           | -           | -           | 1      | -2     |        |
| 1993-1994           | Wimbledon FC        | PL                  | 2          | -2         | FA+FLC          | 0+0             | 0+0             | -                  | -                  | -                  | -           | -           | -           | 2      | -2     |        |
| 1994-1995           | Wimbledon FC        | PL                  | 11         | -11        | FA+FLC          | 0+0             | 0+0             | -                  | -                  | -                  | -           | -           | -           | 11     | -11    |        |
| 1995-1996           | Wimbledon FC        | PL                  | 16         | -26        | FA+FLC          | 8+0             | -9+0            | Int                | 0                  | 0                  | -           | -           | -           | 24     | -35    |        |
| 1996-1997           | Wimbledon FC        | PL                  | 36         | -43        | FA+FLC          | 7+7             | -6+-4           | -                  | -                  | -                  | -           | -           | -           | 50     | -53    |        |
| 1997-1998           | Wimbledon FC        | PL                  | 38         | -46        | FA+FLC          | 5+1             | -5+-2           | -                  | -                  | -                  | -           | -           | -           | 44     | -53    |        |
| 1998-1999           | Wimbledon FC        | PL                  | 38         | -63        | FA+FLC          | 3+5             | -4+-4           | -                  | -                  | -                  | -           | -           | -           | 46     | -71    |        |
| 1999-2000           | Wimbledon FC        | PL                  | 37         | -73        | FA+FLC          | 2+5             | -3+-7           | -                  | -                  | -                  | -           | -           | -           | 44     | -83    |        |
| Totale Wimbledon FC | Totale Wimbledon FC | Totale Wimbledon FC | 179        | -254       |                 | 43              | -44             |                    | 0                  | 0                  |             | -           | -           | 222    | -298   |        |
| 2000-2001           | Tottenham           | PL                  | 35         | -51        | FA+FLC          | 5+3             | -6+-3           | -                  | -                  | -                  | -           | -           | -           | 43     | -60    |        |
| 2001-2002           | Tottenham           | PL                  | 29         | -44        | FA+FLC          | 4+5             | -4+-4           | -                  | -                  | -                  | -           | -           | -           | 38     | -52    |        |
| 2002-2003           | Tottenham           | PL                  | 0          | 0          | FA+FLC          | 0+0             | 0+0             | -                  | -                  | -                  | -           | -           | -           | 0      | 0      |        |
| Totale Tottenham    | Totale Tottenham    | Totale Tottenham    | 64         | -95        |                 | 17              | -17             |                    | -                  | -                  |             | -           | -           | 81     | -112   |        |
| 2003-2004           | Chelsea             | PL                  | 4          | -2         | FA+FLC          | 2+2             | -3+-2           | UCL                | 0                  | 0                  | -           | -           | -           | 8      | -7     |        |
| 2004-2005           | Leeds Utd           | FLC                 | 46         | -52        | FA+FLC          | 1+3             | -3+-2           | -                  | -                  | -                  | -           | -           | -           | 50     | -57    |        |
| 2005-2006           | Leeds Utd           | FLC                 | 42+3       | -35+-4     | FA+FLC          | 2+3             | -4+-3           | -                  | -                  | -                  | -           | -           | -           | 50     | -46    |        |
| lug.-nov. 2006      | Leeds Utd           | FLC                 | 7          | -18        | FA+FLC          | 1+2             | -3+-1           | -                  | -                  | -                  | -           | -           | -           | 10     | -22    |        |
| Totale Leeds Utd    | Totale Leeds Utd    | Totale Leeds Utd    | 98         | -109       |                 | 12              | -16             |                    | -                  | -                  |             | -           | -           | 110    | -125   |        |
| nov. 2006-2007      | Doncaster           | FLO                 | 16         | -15        | FA+FLC          | 0+0             | 0+0             | -                  | -                  | -                  | FLT         | 1           | -2          | 17     | -17    |        |
| 2007-2008           | Doncaster           | FLO                 | 46+3       | -41+-1     | FA+FLC          | 2+2             | -4+-3           | -                  | -                  | -                  | FLT         | 2           | 0           | 55     | -49    |        |
| 2008-2009           | Doncaster           | FLC                 | 46         | -53        | FA+FLC          | 4+1             | -3+-1           | -                  | -                  | -                  | -           | -           | -           | 51     | -58    |        |
| 2009-2010           | Doncaster           | FLC                 | 45         | -57        | FA+FLC          | 2+0             | -1+0            | -                  | -                  | -                  | -           | -           | -           | 47     | -58    |        |
| 2010-2011           | Doncaster           | FLC                 | 31         | -54        | FA+FLC          | 2+1             | -7+-2           | -                  | -                  | -                  | -           | -           | -           | 34     | -63    |        |
| 2011-2012           | Doncaster           | FLC                 | 9          | -15        | FA+FLC          | 0+0             | 0+0             | -                  | -                  | -                  | -           | -           | -           | 9      | -15    |        |
| lug.-nov. 2012      | Doncaster           | FLO                 | 0          | 0          | FA+FLC          | 0+0             | 0+0             | -                  | -                  | -                  | FLT         | 0           | 0           | 0      | 0      |        |
| Totale Doncaster    | Totale Doncaster    | Totale Doncaster    | 196        | -236       |                 | 14              | -21             |                    | -                  | -                  |             | 3           | -2          | 213    | -259   |        |
| nov. 2012-mar. 2013 | AFC Wimbledon       | FLO                 | 18         | -30        | FA+FLC          | 0+0             | 0+0             | -                  | -                  | -                  | FLT         | 0           | 0           | 18     | -30    |        |
| mar.-giu. 2013      | Doncaster           | FLO                 | 4          | -3         | FA+FLC          | 0+0             | 0+0             | -                  | -                  | -                  | FLT         | 0           | 0           | 4      | -3     |        |
| Totale carriera     | Totale carriera     | Totale carriera     | 566        | -732       |                 | 90              | -103            |                    | 0                  | 0                  |             | 3           | -2          | 659    | -837   |        |

### Cronologia presenze e reti in nazionale
| Cronologia completa delle presenze e delle reti in nazionale ― Scozia | Cronologia completa delle presenze e delle reti in nazionale ― Scozia | Cronologia completa delle presenze e delle reti in nazionale ― Scozia | Cronologia completa delle presenze e delle reti in nazionale ― Scozia | Cronologia completa delle presenze e delle reti in nazionale ― Scozia | Cronologia completa delle presenze e delle reti in nazionale ― Scozia | Cronologia completa delle presenze e delle reti in nazionale ― Scozia | Cronologia completa delle presenze e delle reti in nazionale ― Scozia |
| Data                                                                  | Città                                                                 | In casa                                                               | Risultato                                                             | Ospiti                                                                | Competizione                                                          | Reti                                                                  | Note                                                                  |
| --------------------------------------------------------------------- | --------------------------------------------------------------------- | --------------------------------------------------------------------- | --------------------------------------------------------------------- | --------------------------------------------------------------------- | --------------------------------------------------------------------- | --------------------------------------------------------------------- | --------------------------------------------------------------------- |
| 27-5-1997                                                             | Kilmarnock                                                            | Scozia                                                                | 0 – 1                                                                 | Galles                                                                | Amichevole                                                            | -1                                                                    | 80’                                                                   |
| 12-11-1997                                                            | Saint-Étienne                                                         | Francia                                                               | 2 – 1                                                                 | Scozia                                                                | Amichevole                                                            | -2                                                                    |                                                                       |
| 23-5-1998                                                             | East Rutherford                                                       | Colombia                                                              | 2 – 2                                                                 | Scozia                                                                | Amichevole                                                            | -2                                                                    |                                                                       |
| 14-10-1998                                                            | Aberdeen                                                              | Scozia                                                                | 2 – 1                                                                 | Fær Øer                                                               | Qual. Euro 2000                                                       | -1                                                                    |                                                                       |
| 31-3-1999                                                             | Glasgow                                                               | Scozia                                                                | 1 – 2                                                                 | Rep. Ceca                                                             | Qual. Euro 2000                                                       | -2                                                                    |                                                                       |
| 28-4-1999                                                             | Brema                                                                 | Germania                                                              | 0 – 1                                                                 | Scozia                                                                | Amichevole                                                            | -                                                                     |                                                                       |
| 5-6-1999                                                              | Toftir                                                                | Fær Øer                                                               | 1 – 1                                                                 | Scozia                                                                | Qual. Euro 2000                                                       | -1                                                                    |                                                                       |
| 9-6-1999                                                              | Praga                                                                 | Rep. Ceca                                                             | 3 – 2                                                                 | Scozia                                                                | Qual. Euro 2000                                                       | -3                                                                    |                                                                       |
| 4-9-1999                                                              | Sarajevo                                                              | Bosnia ed Erzegovina                                                  | 1 – 2                                                                 | Scozia                                                                | Qual. Euro 2000                                                       | -1                                                                    | 51’                                                                   |
| 8-9-1999                                                              | Tallinn                                                               | Estonia                                                               | 0 – 0                                                                 | Scozia                                                                | Qual. Euro 2000                                                       | -                                                                     |                                                                       |
| 5-10-1999                                                             | Glasgow                                                               | Scozia                                                                | 1 – 0                                                                 | Bosnia ed Erzegovina                                                  | Qual. Euro 2000                                                       | -                                                                     |                                                                       |
| 13-11-1999                                                            | Glasgow                                                               | Scozia                                                                | 0 – 2                                                                 | Inghilterra                                                           | Qual. Euro 2000                                                       | -2                                                                    |                                                                       |
| 17-11-1999                                                            | Londra                                                                | Inghilterra                                                           | 0 – 1                                                                 | Scozia                                                                | Qual. Euro 2000                                                       | -                                                                     |                                                                       |
| 29-3-2000                                                             | Glasgow                                                               | Scozia                                                                | 0 – 2                                                                 | Francia                                                               | Amichevole                                                            | -2                                                                    |                                                                       |
| 26-4-2000                                                             | Arnhem                                                                | Paesi Bassi                                                           | 0 – 0                                                                 | Scozia                                                                | Amichevole                                                            | -                                                                     |                                                                       |
| 30-5-2000                                                             | Dublino                                                               | Irlanda                                                               | 1 – 2                                                                 | Scozia                                                                | Amichevole                                                            | -1                                                                    |                                                                       |
| 2-9-2000                                                              | Riga                                                                  | Lettonia                                                              | 0 – 1                                                                 | Scozia                                                                | Qual. Mondiali 2002                                                   | -                                                                     |                                                                       |
| 7-10-2000                                                             | Serravalle                                                            | San Marino                                                            | 0 – 2                                                                 | Scozia                                                                | Qual. Mondiali 2002                                                   | -                                                                     |                                                                       |
| 11-10-2000                                                            | Zagabria                                                              | Croazia                                                               | 1 – 1                                                                 | Scozia                                                                | Qual. Mondiali 2002                                                   | -1                                                                    |                                                                       |
| 24-3-2001                                                             | Glasgow                                                               | Scozia                                                                | 2 – 2                                                                 | Belgio                                                                | Qual. Mondiali 2002                                                   | -2                                                                    |                                                                       |
| 28-3-2001                                                             | Glasgow                                                               | Scozia                                                                | 4 – 0                                                                 | San Marino                                                            | Qual. Mondiali 2002                                                   | -                                                                     |                                                                       |
| 25-4-2001                                                             | Bydgoszcz                                                             | Polonia                                                               | 1 – 1                                                                 | Scozia                                                                | Amichevole                                                            | -1                                                                    |                                                                       |
| 1-9-2001                                                              | Glasgow                                                               | Scozia                                                                | 0 – 0                                                                 | Croazia                                                               | Qual. Mondiali 2002                                                   | -                                                                     |                                                                       |
| 5-9-2001                                                              | Bruxelles                                                             | Belgio                                                                | 2 – 0                                                                 | Scozia                                                                | Qual. Mondiali 2002                                                   | -2                                                                    |                                                                       |
| 6-10-2001                                                             | Glasgow                                                               | Scozia                                                                | 2 – 1                                                                 | Lettonia                                                              | Qual. Mondiali 2002                                                   | -1                                                                    |                                                                       |
| 27-3-2002                                                             | Saint-Denis                                                           | Francia                                                               | 5 – 0                                                                 | Scozia                                                                | Amichevole                                                            | -5                                                                    |                                                                       |
| 16-5-2002                                                             | Busan                                                                 | Corea del Sud                                                         | 4 – 1                                                                 | Scozia                                                                | Amichevole                                                            | -4                                                                    |                                                                       |
| 12-2-2003                                                             | Glasgow                                                               | Scozia                                                                | 0 – 2                                                                 | Irlanda                                                               | Amichevole                                                            | -2                                                                    | 46’                                                                   |
| Totale                                                                |                                                                       | Presenze                                                              | 28                                                                    |                                                                       | Reti                                                                  | -36                                                                   |                                                                       |

## Palmarès

### Club

#### Competizioni nazionali
- English Football League Trophy: 1

Doncaster: 2006-2007
- Football League One: 1

Doncaster: 2012-2013